# Bulbophyllum barbatum
Bulbophyllum barbatum är en orkidéart som beskrevs av João Barbosa Rodrigues. Bulbophyllum barbatum ingår i släktet Bulbophyllum och familjen orkidéer. Inga underarter finns listade i Catalogue of Life.

## Bildgalleri

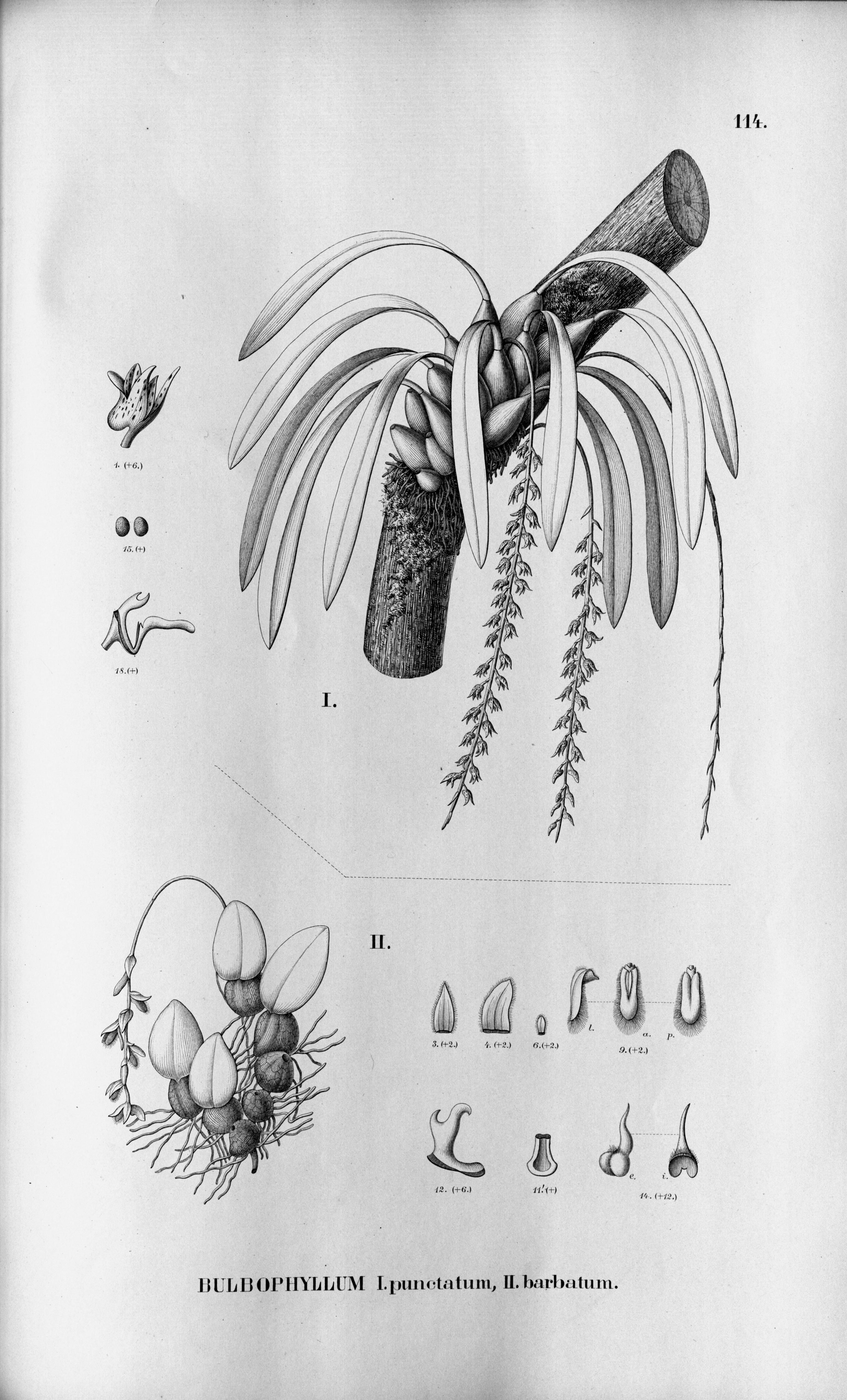